# منشر (دهستان)
 منشر  به عربی ( الَمنشَر )، دهستانی است در عزلهٔ (البلدة العامرة)، در ناحیهٔ (السد)، از توابع استان ذَمار در کشور یمن در شبه جزیره عربستان.

## جمعیت
جمعیت این دهستان در حدود (۲۳ خانوار) و (۳۸۹۱) نفر می‌باشد. 

## منبع
- المقحفی، ابراهیم، احمد ، (مُعجَم المُدُن وَالقَبائِل الیَمَنِیَة) ، منشورات دار الحکمة، صنعاء، چاپ پنجم، وانتشار سال ۱۹۸۵ میلادی به (عربی).